# Тріфештій-Ной
Тріфештій-Ной (рум. Trifeștii Noi) — село в Кагульському районі Молдови, відноситься до комуни Московей.
Село розташоване на річці Велика Салча.